# 森川竹窓

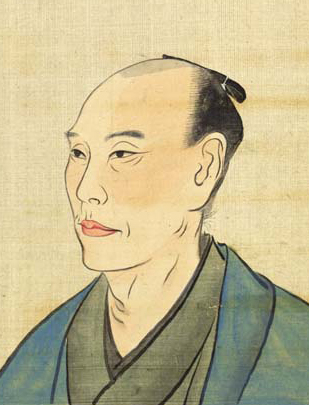
森川竹窓肖像『近世名家肖像』

森川 竹窓（もりかわ ちくそう、宝暦13年（1763年） – 文政13年11月2日（1830年12月16日））は、江戸時代中期後期の日本の書家・画家・篆刻家である。
名は世黄もしくは修亮、字を離吉もしくは子敬、 号は竹窓の他に良翁・墨兵・天遊、室号に柏堂がある。通称曹吾、大和の人。

## 略伝
大和国高市郡鳥屋村の生まれ。17歳で江戸に出て佐竹家に仕えたが、しばらくのちに浪華に移る。常日頃から古法帖の臨模を精励し、書名がすこぶる高まった。また傍らで篆刻も嗜み、画も巧みでとりわけ墨竹図に優れていた。文化4年（1804年）には浦上玉堂が竹窓の家に逗留している。また書画骨董の収蔵にも富み、松平定信が『集古十種』を編纂したとき竹窓も協力を要請された。備後町壱丁目、高麗橋丼池に私塾を開き、書を教えた。上田秋成と親交が深い。
京都に没する。享年68。墓所は木村巽斎と同じ大応寺（大阪市天王寺区餌差町）にある。

## 親族
森川印刷所社長森川桑三郎の養父・桑三郎は竹窓の曽孫である。

## 著作
- 『集古浪華帖』
- 『集古仮名遣』
- 『雨傘余情』
- 『草行書字句選』
- 『古香斉筆記』龍谷大学図書館蔵
- 『欵藪』